# Wankers Corner, Oregon
Wanker's Corner là một khu chưa hợp nhất có trung tâm tại ngã tư của Đường Stafford và Đường Borland trong Quận Clackamas, Oregon, Hoa Kỳ. Vì đây không phải là một cộng đồng được công nhận nên nó chưa bao giờ có một bưu điện hoặc chưa bao giờ xuất hiện trên các bản đồ Oregon (mặc dù bản đồ của Hội xe hơi Mỹ tại Oregon có ghi nó). Cục Khảo sát Địa chất Hoa Kỳ xếp Corner như một "địa phương".